# MIL-STD-461
MIL-STD-461 és una norma militar dels Estats Units que descriu com assajar equips electrònics per a assegurar l'acompliment de compatibilitat electromagnètica.
El Departament de Defensa dels Estats Units va emetre MIL-STD-461 el 1967 per integrar la compatibilitat electromagnètica en l'etapa d'investigació i desenvolupament de la tecnologia de comunicacions de defensa. S'han publicat diverses revisions de MIL-STD-461.
Molts contractes militars requereixen el compliment de MIL-STD-461E. L'última revisió (a partir del 2015) es coneix com a "MIL-STD-461G". Tot i que tècnicament no cal l'acompliment de la MIL-STD-461 fora de l'exèrcit nord-americà, moltes organitzacions civils també utilitzen aquest document. El 1999, MIL-STD-462 es va combinar amb MIL-STD-461D a MIL-STD-461E.
Comparativa respecte les normatives internacionals del IEC: